# Serie NEC μCOM
La serie NEC μCOM è una famiglia di microprocessori e microcontrollori prodotti da NEC negli anni settanta e ottanta. I primi modelli della serie sono CPU a 4 e 16 bit realizzate su misura per singoli progetti. I modelli successivi della serie sono basati principalmente sui design dell'Intel 8080 e Zilog Z80 a 8 bit e, successivamente, sull'Intel 8086 a 16 bit. La maggior parte della serie fu sostituita nel 1984 dal NEC V20, un clone dell'Intel 8088.

## Panoramica

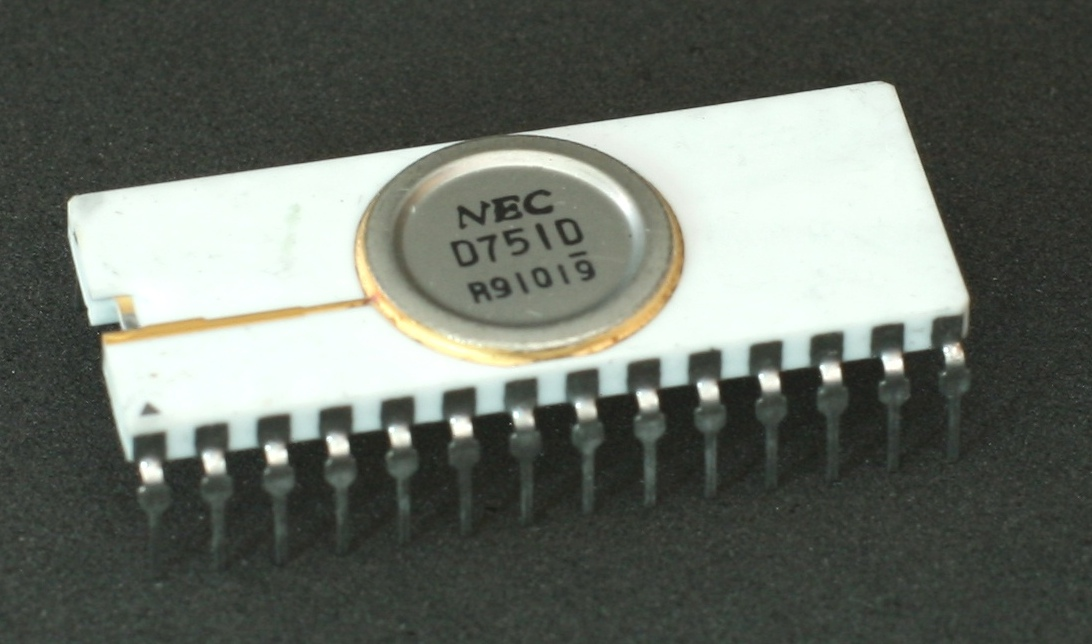
µCOM-4: µPD751

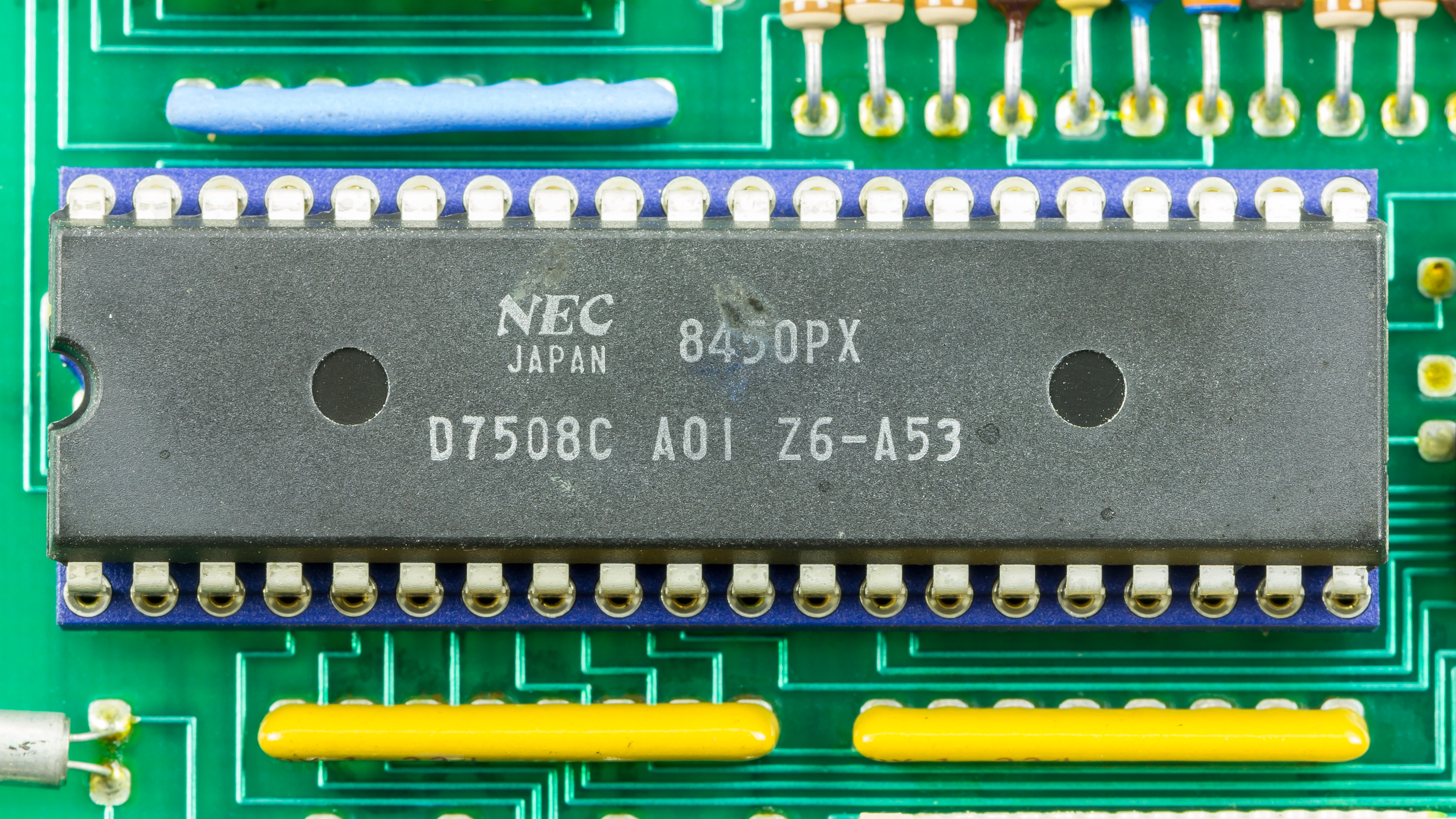
µCOM-75: µPD7508

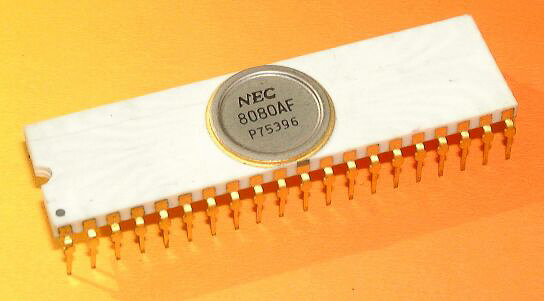
µCOM-80F: µPD8080AF

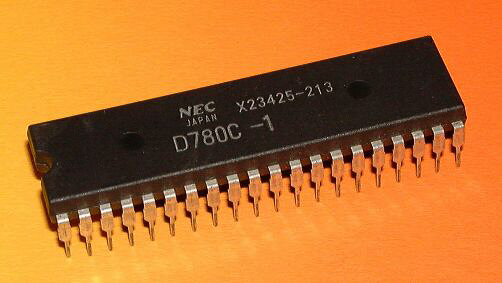
µCOM-82: µPD780C-1

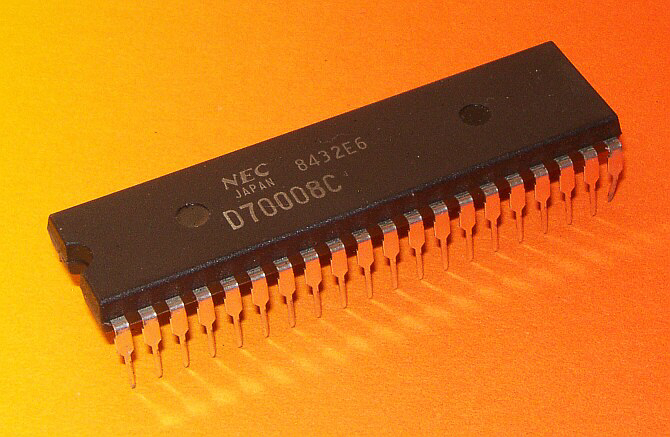
µCOM-82: µPD70008

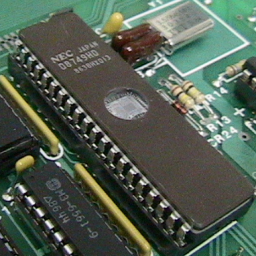
µCOM-84: µPD8749

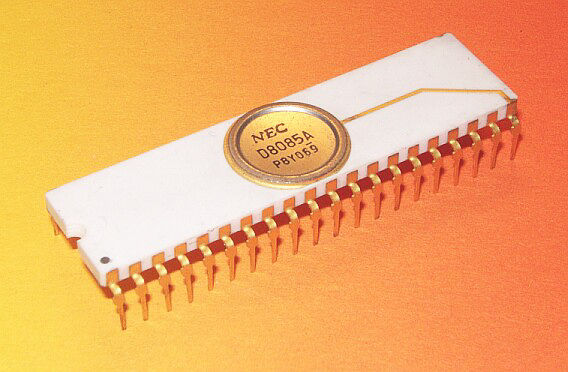
µCOM-85: µPD8085

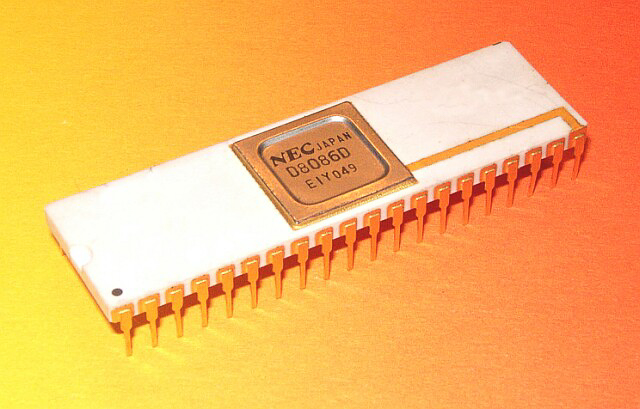
µCOM-86: µPD8086

La serie μCOM affonda le sue radici in uno dei primi chipset per microprocessori al mondo: il processore a due chip µPD707/µPD708. All'inizio del 1970, Coca Cola Japan decise di aumentare l'efficienza dei propri punti vendita introducendo nuovi terminali POS. Sharp venne incaricata di costruire questi terminali e NEC a sua volta di sviluppare un chipset. Lo sviluppo del chipset fu completato nel dicembre 1971, più o meno contemporaneamente a quello dei primi microprocessori statunitensi.
Da allora, NEC ha sviluppato e prodotto vari microprocessori e microcontrollori. A quelli destiinati ad un uso generale sono stati assegnati nomi di serie che iniziano con μCOM. Le serie μCOM-4 (4 bit) e μCOM-16 (16 bit) erano sviluppi originali, mentre la serie μCOM-8 (8 bit e 16 bit) consisteva principalmente in microprocessori compatibili con Intel e Zilog.
Il prefisso μCOM scomparve negli anni ottanta quando apparvero le serie V e 78K. Per esempio la serie μCOM-87AD venne rinominata semplicemente in serie 87AD.

## Serie μCOM-4

### µCOM-4
Il μCOM-4 (μPD751) è l'originale microprocessore a chip singolo a 4 bit di NEC, annunciato nel 1973. A differenza dell'Intel 4040, il μPD751 ha bus dati e indirizzi separati. Per il μPD751 sono stati realizzati numerosi circuiti integrati periferici con cui accoppiarlo:
- μPD752 - Porta I/O a 8 bit
- μPD757 - Controller tastiera e display
- μPD758 - Controller della stampante[5]

### µCOM-41
Il μCOM-41 (μPD541) è un microprocessore PMOS in un package a 42 pin. Erano disponibili i seguenti circuiti integrati periferici: 
- μPD542 - ROM più RAM
- μPD543 - ROM più porta I/O

### µCOM-42
Il μCOM-42 (μPD548) è un microcontrollore PMOS a 4 bit in un package a 42 pin. Dispone di ROM (1920 × 10 bit) e RAM (96 × 4 bit) integrate, nonché del controller di tastiera, display e stampante. Il μPD548 richiede un'alimentazione di −10 V e le uscite possono commutare fino a −35 V. Per lo sviluppo hardware e software era disponibile un chip senza ROM (μPD555) in un package quad-in-line a 64 pin.

### da μCOM-43 a μCOM-46
La serie μCOM-43 è composta da più di 10 diversi microcontrollori a 4 bit. In generale, ci sono dispositivi PMOS (serie μPD500), dispositivi NMOS (serie μPD1500, μCOM-43N) e dispositivi CMOS (serie μPD650, μCOM-43C). μCOM-43, μCOM-44, μCOM-45 e μCOM-46 hanno lo stesso set di istruzioni di base. Differiscono nella quantità di ROM e RAM, nel numero di pin I/O e nel package (28 pin o 42 pin). Per lo sviluppo hardware e software era disponibile un chip senza ROM (μPD556) in un pacchetto quad-in-line a 64 pin. A partire dal 1980 furono gradualmente sostituiti dalla serie μCOM-75.

### µCOM-47
Il μCOM-47 (μPD766) è un microcontrollore NMOS a 4 bit in un package a 64 pin. Dispone di ROM e RAM integrate, nonché di un controller per tastiera, display e stampante.

### µCOM-75
La serie μCOM-75 è composta da microcontrollori a 4 bit. Solo il primo dispositivo della serie, il μPD7520, era ancora sviluppato con la tecnologia PMOS. Tutti i microcontrollori successivi della serie (μPD7502 ecc.) utilizzavano CMOS. Per lo sviluppo hardware e software era disponibile un chip senza ROM (μPD7500) in un pacchetto quad-in-line a 64 pin. Nel 1982 la serie μCOM-75 venne denominata serie μPD7500 e successivamente sostituite dalle serie 75X e 75XL.

## Serie μCOM-8

### µCOM-8
Il μCOM-8 (μPD753) è un microprocessore a 8 bit compatibile a livello di software con l'Intel 8080 da cui differisce per il suo package a 42 pin e per la piedinatura completamente diversa. Ci sono anche piccole differenze software, come ad esempio l'impostazione dei flag per l'istruzione SUB.

### μCOM-80
μCOM-80 (μPD8080A) è un microprocessore a 8 bit compatibile a livello di pin con l'Intel 8080 e software compatibilie con il μCOM-8 che presenta alcuni miglioramenti rispetto all'Intel 8080:
- L'aritmetica BCD è supportata sia per l'addizione che per la sottrazione (Intel 8080: solo addizione). Analogamente al flag N nello Zilog Z80, il μPD8080A ha un flag SUB (bit 5 del registro flag) per indicare che è stata eseguita una sottrazione.
- L'istruzione MOV r,r richiede 4 cicli di clock (Intel 8080: 5 cicli di clock).
- Le istruzioni da 3 byte sono consentite in un ciclo di riconoscimento dell'interruzione, quindi è possibile utilizzare un'istruzione CALL a qualsiasi indirizzo di memoria (Intel 8080: sono consentite solo istruzioni RST da 1 byte).

Questi miglioramenti fanno sì che alcuni programmi scritti per Intel 8080 non funzionino correttamente per le incompatibilità introdotte. Per superare questo problema, NEC ha introdotto il μCOM-80F (μPD8080AF) che è completamente compatibile con l'Intel 8080 in tutti i dettagli. Il catalogo del 1979 non elencava più il μPD8080A migliorato. Con il TK-80 NEC ha offerto una scheda di sviluppo per μCOM-80, che grazie al suo prezzo basso è diventata popolare tra gli hobbisti.

### µCOM-82
Il μCOM-82 (μPD780) è un microprocessore a 8 bit compatibile con Zilog Z80. Il μPD780C corrisponde allo Z80 originale (max. 2,5 MHz), il μPD780C-1 corrisponde allo Z80A (max. 4 MHz) e il μPD780C-2 allo Z80B (max. 6 MHz). Il µPD780C-1 è stato utilizzato nello ZX80 e ZX81 di Sinclair, nelle prime versioni dello ZX Spectrum, in diversi computer MSX e NEC ( PC-6000, PC-8000, PC-8800 ), in sintetizzatori musicali come Oberheim OB-8 e nella console di gioco SG-1000 di Sega.
Successivamente è stata creata anche una versione CMOS (μPD70008).

### µCOM-84
Il µCOM-84 (μPD8048 ecc.) è compatibile con il microcontrollore Intel 8048 a 8 bit. Seguirono microcontrollori CMOS fino al μPD80C50 ma non è mai stato commercializzato un prodotto compatibile con l'Intel 8051, che è lo standard industriale a 8 bit.

### µCOM-85
Il µCOM-85 (μPD8085) è un microprocessore a 8 bit compatibile con l'Intel 8085.

### µCOM-86, µCOM-88

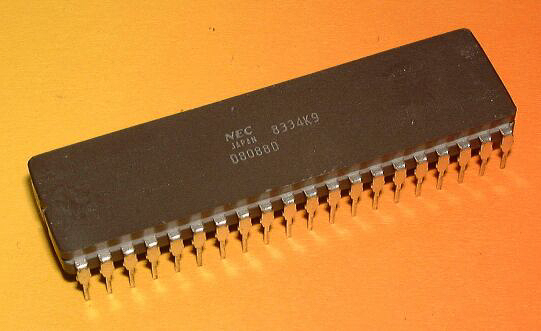
µCOM-88: µPD8088

Il µCOM-86 (μPD8086) e µCOM-88 (μPD8088) sono microprocessori a 16 bit compatibili con Intel 8086 e Intel 8088. Sono stati sostituiti dalla serie V.

### μCOM-87, μCOM-87AD

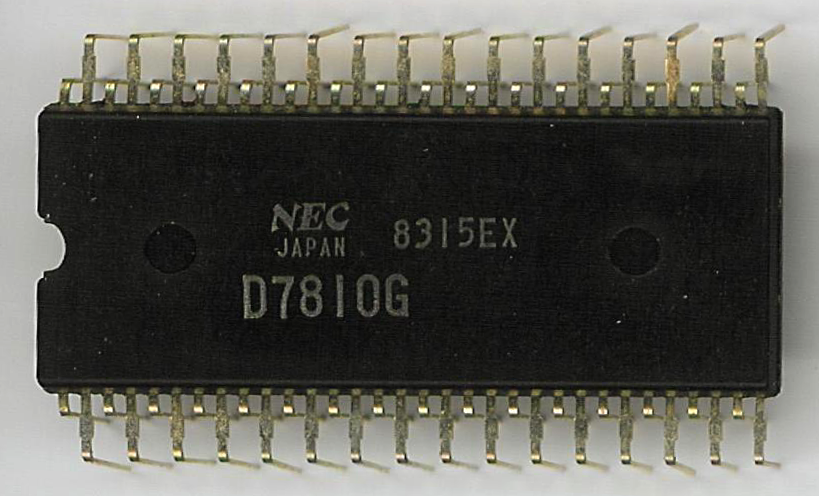
μCOM-87AD: μPD7810

Il µCOM-87 (μPD7800 ecc.) e il µCOM-87AD (μPD7810 ecc.) sono microcontrollori a 8 bit originali di NEC. Il μCOM-87AD aggiunge un convertitore A/D al μCOM-87. I chip sono caratterizzati da due set di 8 registri ciascuno (A, V, B, C, D, E, H, L). Il registro V è un registro vettoriale che memorizza gli 8 bit superiori dell'indirizzo dell'area di memoria di lavoro; questo è fisso nella serie 78K, mentre qui può essere valorizzato liberamente. Il μPD7805 e il μPD7806 hanno solo un set di 7 registri (nessun registro V). Nel µPD7807 e versioni successive, l'ALU viene espansa a 16 bit e viene aggiunto un registro EA per il funzionamento a 16 bit..
La serie era disponibile in un pacchetto quad in-line a 64 pin. Questa serie è stata sostituita dalla serie 78K.

## Serie μCOM-16

### μCOM-16
Il μCOM-16 è un microprocessore del 1974 a 16 bit originale di NEC, implementato con due chip: il μPD755 (registri + ALU) e il μPD756 (controller)

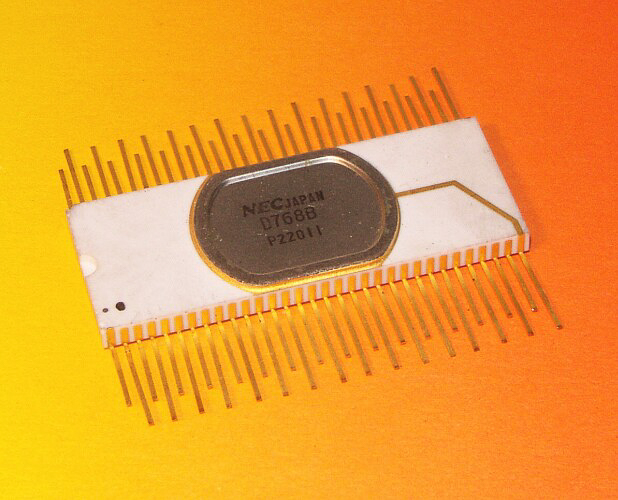
µCOM-1600: µPD768

### µCOM-1600
Il μCOM-1600 (μPD768) è un microprocessore a 16 bit del 1978 a chip singolo, originale di NEC.
Il processore ha 93 istruzioni di base, costituite da 1 a 3 word da 16 bit. Lo spazio di memoria di 1 Mbyte (512K word) è indirizzabile a byte. Lo spazio degli indirizzi I/O è di 2048 byte. Esistono 14 registri di uso generale. Il processore dispone di un interrupt vettoriale a 2 ingressi, controllo DMA, controllo di refresh per DRAM e una modalità master/slave per consentire il funzionamento multiprocessore.